# José María Guerrero
José María Guerrero (1º aprile 1970) è un ex calciatore ecuadoriano, di ruolo attaccante.

## Carriera

### Club
Nel campionato 1993 disputato con l'El Nacional ha segnato un gol nella finale di ritorno dello spareggio per la Libertadores. Nel 2006, invece, ha segnato un gol nella finale di andata per la vittoria del campionato.

### Nazionale
Con la Nazionale ecuadoriana ha preso parte alla Coppa America 1991 e all'edizione del 1993.